# Diarsia rubi
Diarsia rubi là một loài bướm đêm trong họ Noctuidae.

## Hình ảnh

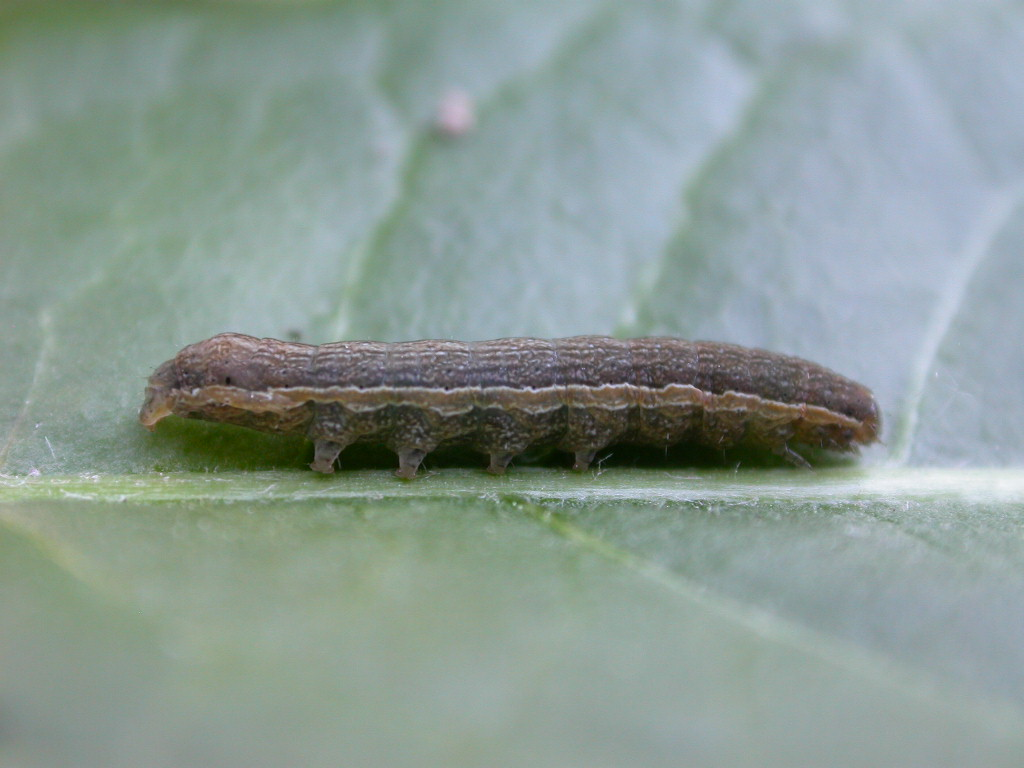
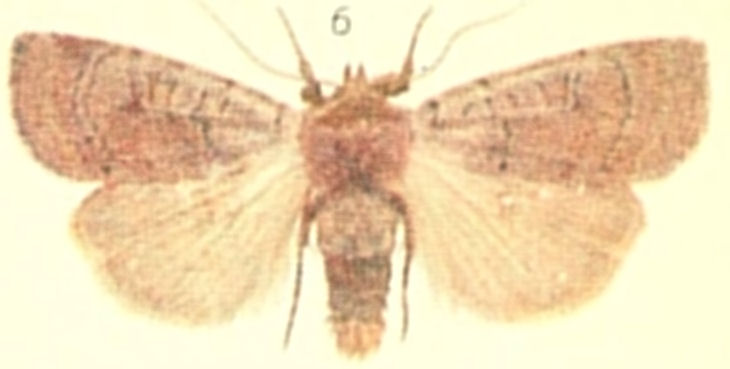
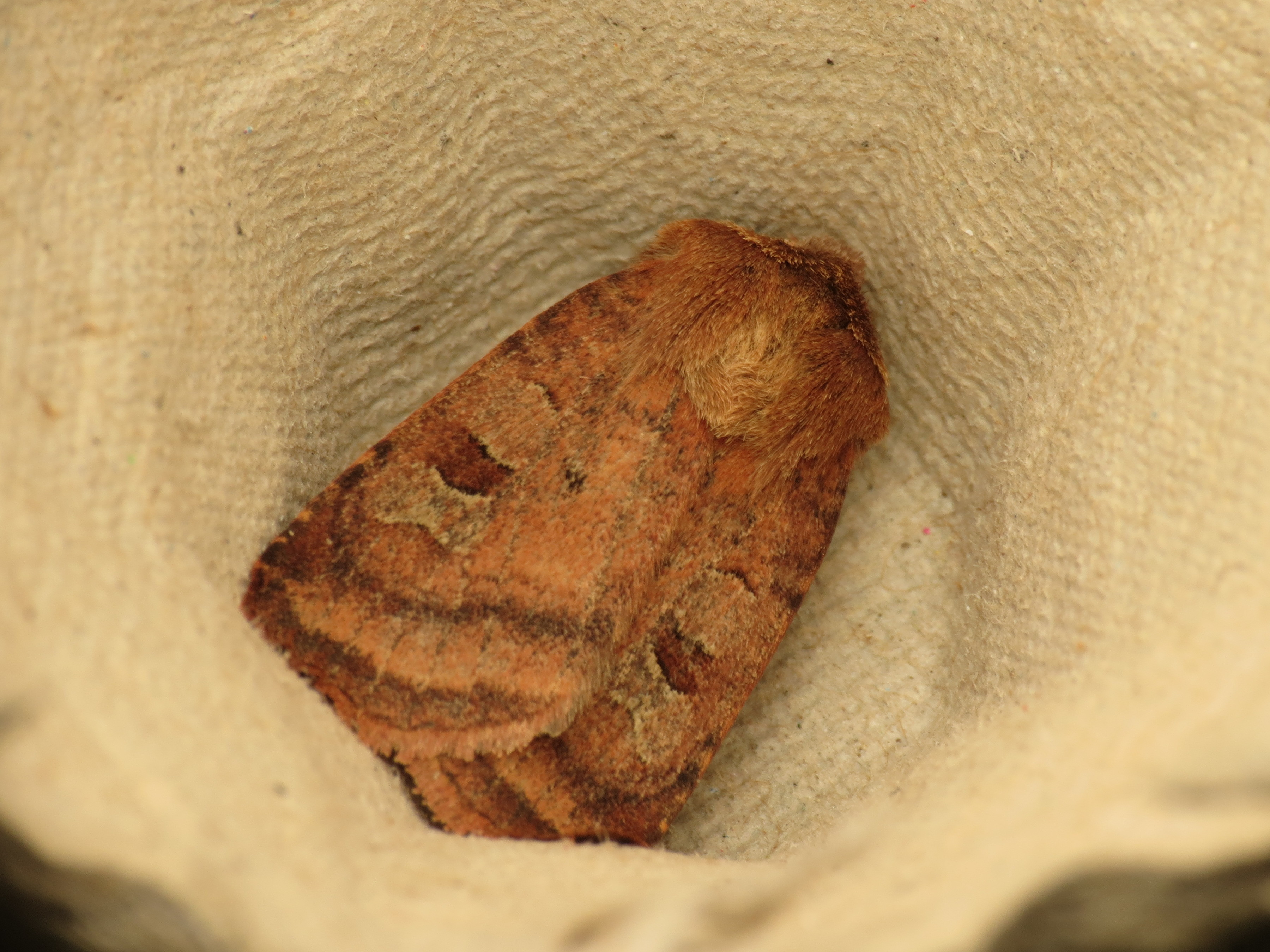
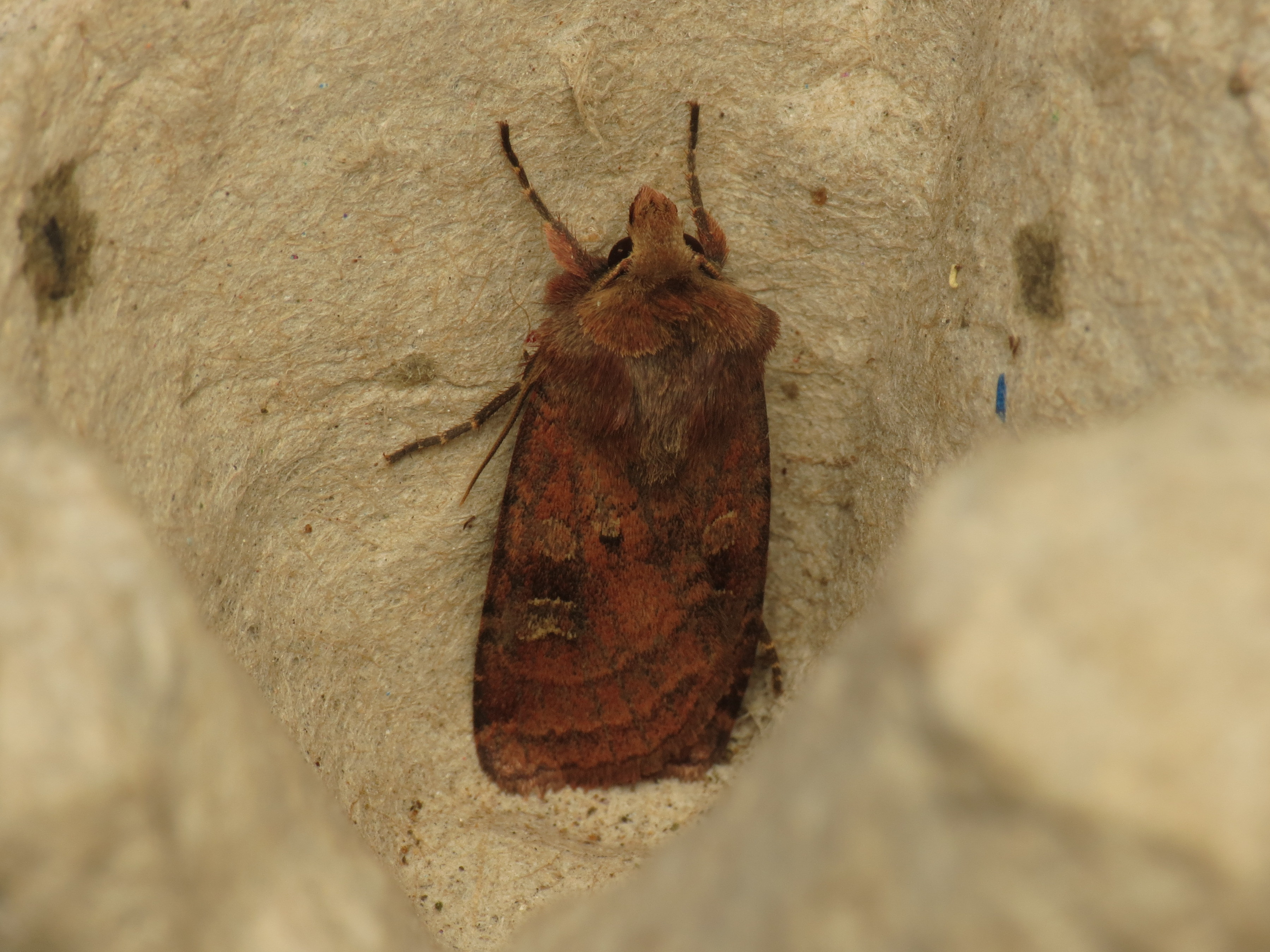